# Kavin Gilder-Tilbury
Kavin Gilder-Tilbury (Houston, Texas, 19 de mayo de 1994) es un exjugador y entrenador baloncesto estadounidense. Con 2,01 metros de estatura, jugaba en la posición de alero. Desde 2023 ejerce como entrenador asistente en la Universidad Tecnológica de Louisiana.

## Trayectoria deportiva

### Universidad
Jugó cuatro temporadas con los Bobcats de la Universidad Estatal de Texas, en las que promedió 10,8 puntos, 4,0 rebotes, 1,4 asistencias y 1,0 robos de balón por partido. En 2017, en su última temporada, fue incluido en el mejor quinteto de la Sun Belt Conference.

### Profesional
Tras no ser elegido en el Draft de la NBA de 2017, firmó su primer contrato profesional con el RheinStars Köln de la ProA, la segunda división alemana. Jugó una temporada como titular, en la que promedió 12,9 puntos y 4,5 rebotes por partido.
En julio de 2018, sin cambiar de liga, fichó por el BV Chemnitz 99, equipo con el que estuvo a punto de ascender a la Bundesliga, pero acabó cayendo en el decisivo enfrentamiento de semifinales ante Hamburg Towers. Acabó la temporada con unos promedios de 12,9 puntos y 4,6 rebotes por encuentro.
El 26 de octubre fue elegido en la vigésimo octava posición del Draft de la NBA G League por los Rio Grande Valley Vipers, aunque sus derechos fueron traspasados a los Westchester Knicks. Apenas jugó en cuatro partidos, siendo despedido en el mes de diciembre.
A primeros de enero de 2020 firmó con el equipo sueco del BC Luleå, pero tras un único partido en el que anotó 14 puntos, rescindieron el contrato. Unos días después anunció su compromiso con el Science City Jena, regresando a la ProA alemana.